# Vzorový rodinný dům Benš Jech
Vzorový rodinný dům Benš Jech, též jen typ Benš–Jech, je rodinný dvojdům ve Zlíně v ulici U Lomu s čísly popisnými 631 a 5685, který přináleží ke vzorové kolonii rodinných domů U Lomu na jižním okraji města za Gahurovým prospektem. Obytná kolonie a s ní i tato stavba vznikly na základě mezinárodní bytové soutěže firmy Baťa vyhlášené v roce 1935. Autory návrhu byli pražští architekti Adolf Benš a František Jech, kteří v soutěži získali jednu ze dvou nejvyšších udělených cen. Druhým stejně oceněným byl dům typu Svedlund. Spolu s touto dvojicí byly téhož roku postaveny ještě další dva soutěžní domy, žádný z nich se však nedostal do sériové výstavby. V roce 1983 byl objekt zapsán na seznam nemovitých kulturních památek.

## Historie
Po roce 1918 se v Baťově obuvnickém závodě spolu s růstem objemu výroby rapidně zvyšoval také počet zaměstnanců. Zlínský výrobní koncern se tak v meziválečném období spolu s rozvojem svých továren snažil zajistit svým zaměstnancům příhodné pracovní i životní podmínky, a to včetně bydlení. Potřebné intenzity nabyla výstavba se standardizovaným druhem čtyřdomku, který během dvou let 1925–1927 souvisle pokryl dosud nezastavěné území dělnické čtvrti Letná a severně od řeky Dřevnice se začaly rozrůstat také Zálešná a Podvesná s využitím typizovaných dvojdomků. Stavěly se také svobodárny a internáty. Do roku 1934 postavila firma 2 529 nájemních domků a podle tvrzení firemního tisku zajistila zázemí pro 70 % svých pracovníků.

### Mezinárodní soutěž
Na přelomu 20. a 30. let 20. století se v Evropě hledaly nové formy výstavby obytných domů, proběhlo několik výstav moderního bydlení a byla zbudována vzorová sídliště, například Weissenhof ve Stuttgartu (1927), kolonie Nový dům v Brně (1928) nebo osada Baba v Praze (1932). V roce 1935 byla také ve Zlíně vyhlášena mezinárodní soutěž na nový typ rodinného domu, jejímž hlavním výstupem se stala vzorová kolonie U Lomu.
Cílem soutěže měly být levné a dobře dispozičně řešené byty včetně nábytku, respektující obvyklé zlínské konstrukční způsoby. Návrhy měly být předloženy zprvu do 15. března, termín byl pak o měsíc prodloužen. V porotě byli kromě Jana Antonína Bati a starosty města Dominika Čipery architekti František Lýdie Gahura, Bohuslav Fuchs, Pavel Janák, Dušan Jurkovič, Jaroslav Syřiště a dokonce švýcarský Le Corbusier. V květnu 1935 byly vyhlášeny výsledky a nastal tlak na rychlou realizaci staveb se záměrem prezentovat je 25. června téhož roku účastníkům mezinárodního kongresu zaměřeného na bytovou kulturu. Následně pak měly být vybrány typy vhodné pro hromadnou výstavbu ve Zlíně i Otrokovicích.
Bylo osloveno celkem 550 firem a do soutěže bylo přihlášeno 289 návrhů, z nichž většina čítající 243 byla z Československa, další pocházely od architektů z osmi jiných evropských zemí. Po tříkolovém posuzování se porota nakonec rozhodla 1. a 2. cenu neudělit a udělila až dvě 3. ceny s odměnou 7 000 korun. Jednalo se o projekty dvojdomku Adolfa Benše a Františka Jecha a jednodomku švédského architekta Erika Svedlunda (Nad Ovčírnou VI 626). Ve vzorové kolonii U Lomu byly v roce 1935 postaveny kromě dvou nejvýše oceněných ještě návrhy nadstandardního domu Vladimíra Karfíka (U Lomu 629) a dvojdomku Antonína Vítka (Nad Ovčírnou VI 632 a 5684), doplněné navíc typovým jednodomkem, který navrhlo Stavební oddělení firmy Baťa (U Lomu 632). Sériové výstavby se však žádný ze soutěžních návrhů nedočkal.

### Autoři a jejich řešení
Oba autoři dvojdomku působili zejména v Praze a v té době již patřili k předním představitelům českého funkcionalismu. Adolf Benš (1894–1982) projektoval veřejné stavby, výstavní pavilony, tvořil územní plány a také vyučoval, k jeho známým realizacím patří třeba budova Elektrických podniků v pražských Holešovicích. Mladší František Jech (1904–1973) se věnoval zejména obytné výstavbě a o deset let později, po skončení druhé světové války, na základě svých nasbíraných zkušeností vydal publikaci Rodinný dům v kooperativní stavbě a podílel se mimo jiné na výstavbě pražského řadového sídliště Solidarita.
Tato dvojice architektů chtěla pro výstavbu svého navrženého objektu vyzkoušet nový systém, který by zlevnil a urychlil budování domků. Ačkoli byl jejich dvojdům postaven spolu s ostatními vzorovými domy ve velmi krátkém čase kvůli červnovému kongresu, k jeho kolaudaci došlo až o další tři měsíce později, v září 1935. Výběrová komise soutěže ve svém výroku konstatovala, že by bylo nutné pro sériovou výrobu dořešit způsob bednění celé stavby, protože stavební firma nebyla na tuto technologii ještě připravená. Předpokládaná cena realizace i z toho důvodu byla s odhadovanou částkou 54 000 korun vyšší než dosud používané a ověřené stavební postupy. Konkurenční stejně vysoko hodnocený návrh Erika Svedlunda dosáhl na nejnižší předpokládanou cenu 36 000 korun.

## Architektura

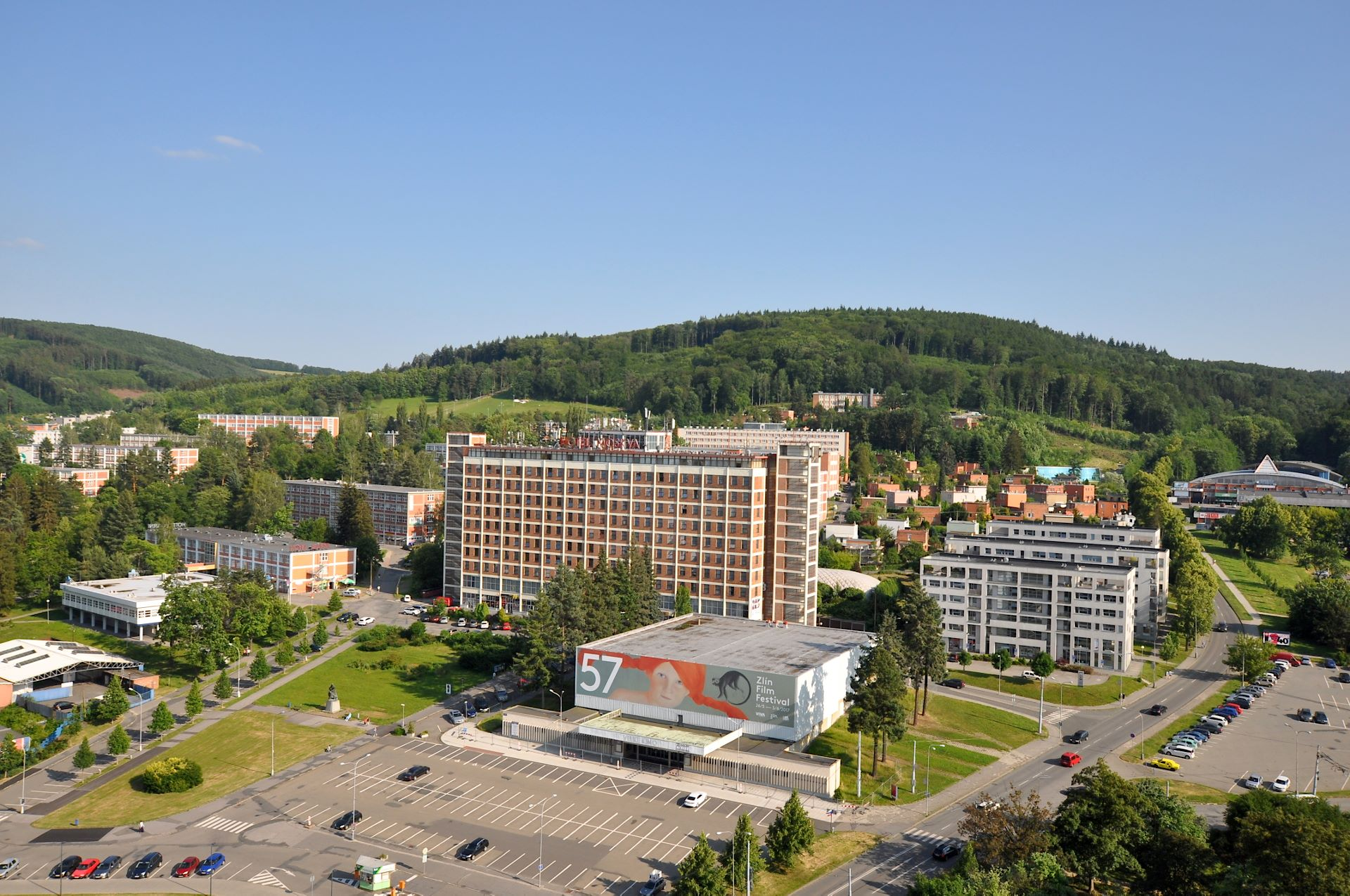
Za Velkým kinem a hotelem Zlín (Moskva) je při pohledu z Baťova mrakodrapu nepříliš zřetelně patrná drobná zástavba v kolonii U Lomu, završená na hraně lesa hotelem Tomášov.

Dvojdomek typu Benš Jech je spolu s dalšími situován v experimentální kolonii U Lomu ve čtvrti Nad Ovčírnou ve svažitém terénu navazujícím na Gahurův prospekt dále za II. studijním ústavem (později sídlem Policie ČR). Jedná se o prominentní lokalitu na jižním okraji města v zeleni při hranici lesa s výhledy na město. Domek je ze všech soutěžních staveb umístěn nejvýše ve svahu, obklopený oplocenou zahradou.
Samostatně stojící mezonetový typ dvojdomku s plochou střechou a symetricky uspořádanými hmotami byl mezi realizovanými soutěžními návrhy ojedinělý tím, že nebyl vystavěn ze spárovaného režného cihlového zdiva. Jako technologický experiment byl proveden z neobvyklého materiálu – neomítaného dusaného termobetonu do posuvného bednění, čímž vznikly zdi o tloušťce 20 centimetrů. Použité bednění pak na fasádě vytvořilo specifickou povrchovou strukturu (viditelné horizontální výstupky).
Dispozice domu byla poměrně obvyklá, skládal se ze dvou podsklepených dvouetážových bytů s obytnou plochou 42 metrů čtverečních. Svojí výměrou na jednu bytovou jednotku byl z realizovaných návrhů nejmenší. Byty byly k sobě navzájem orientovány zrcadlově. Chráněným vstupem situovaným na protilehlé kratší strany budovy se vcházelo do přízemí a přímo proti vchodu vedlo centrálně umístěné schodiště do patra. V přízemí se nacházela jedna větší místnost s velkým oknem sloužící jako obývací pokoj s jídelnou, dále kuchyň a za kuchyní koupelna spojená s funkcí prádelny. V patře byly ze schodiště přístupné dvě ložnice s vestavěnými skříněmi a v malé chodbě také toaleta. Jedna z ložnic měla sloužit pro potřeby rodičů a byla vybavena manželskou postelí a dvěma skříněmi. Druhá byla zařízena dvěma postelemi a psacím stolem se židlí pod oknem, navíc bylo možné ji přepažit na dva menší pokoje. Vzhledem k ploché střeše domu chyběla půda, proto větší část suterénu zaujímala sušárna prádla, dále zde bylo místo pro uložení potravin a sklad uhlí.

## Další vývoj
Fotodokumentace interiéru po dokončení výstavby se nedochovala, takže není možno určit případné odchylky od návrhu. Ani vnějškově a dispozičně ovšem později nebyl zachován původní stav. V roce 1966 byla povolena stavba garáží a v průběhu let docházelo k dalším úpravám a opravám. Dům byl doplněn přístavbami, byť alespoň symetricky po obou stranách v místech původních krytých vstupů. Ve fasádě bylo proraženo velké okno v kombinaci s dvoukřídlými balkonovými dveřmi. Stopa po bednění na původním povrchu byla překryta novodobou omítkou světle šedé barvy. Celkově se tak jedná o jeden z nejméně zachovalých objektů vzorové kolonie U Lomu.
I když se v soutěži oceněný objekt autorů Benše a Jecha nedočkal sériového provedení a doznal značných změn, je nadále řazen spolu s ostatními mezi několik evropských expozic moderního bydlení. Patrně v červnu 1983 byl dvojdům prohlášen za kulturní památku. Památkový ústav jej ohodnotil jako „významný vývojový doklad moderní architektury“.